# Hemimycena minutissima
Hemimycena minutissima es una especie de hongo basidiomiceto de la familia Mycenaceae, del orden  Agaricales.